# 潘巴尔马
潘巴尔马（法語：Pin-Balma，法語發音：[pɛ̃ balma]）是法国上加龙省的一个市镇，属于图卢兹区。

## 地理
潘巴尔马（43°37'37"N, 1°31'58"E）面积6.63 平方千米，位于法国奧克西塔尼大區上加龙省，该省份为法国西南部内陆省份，西南端与西班牙接壤，自此顺时针与上比利牛斯省、热尔省、塔恩-加龙省、塔恩省、奥德省和阿列日省接壤。
与潘巴尔马接壤的市镇（或旧市镇、城区）包括：蒙拉贝、巴尔马、弗卢朗斯、蒙杜济勒、蒙斯。

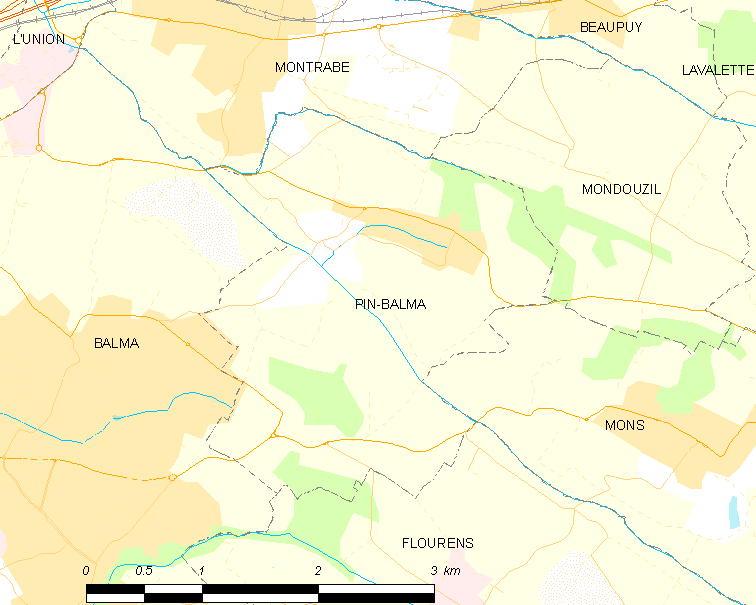
潘巴尔马的OSM定位图

潘巴尔马的时区为UTC+01:00、UTC+02:00（夏令时）。

## 行政
潘巴尔马的邮政编码为31130，INSEE市镇编码为31418。

## 政治
潘巴尔马所属的省级选区为图卢兹第十县。

## 人口

1962-2008年间潘巴尔马人口变化图示

潘巴尔马于2022年1月1日时的人口数量为1029人。